# Cyrebia chardinyi
Cyrebia chardinyi är en fjärilsart som beskrevs av Jean Baptiste Boisduval 1845. Cyrebia chardinyi ingår i släktet Cyrebia och familjen nattflyn. Inga underarter finns listade i Catalogue of Life.